# Turun satama (quartier)
Le port de Turku (finnois : Turun satama) est un quartier de Turku en Finlande.

## Description
Le quartier couvre le port de Turku.
On y trouve la gare de Turku-Port et le château de Turku.

## Galerie

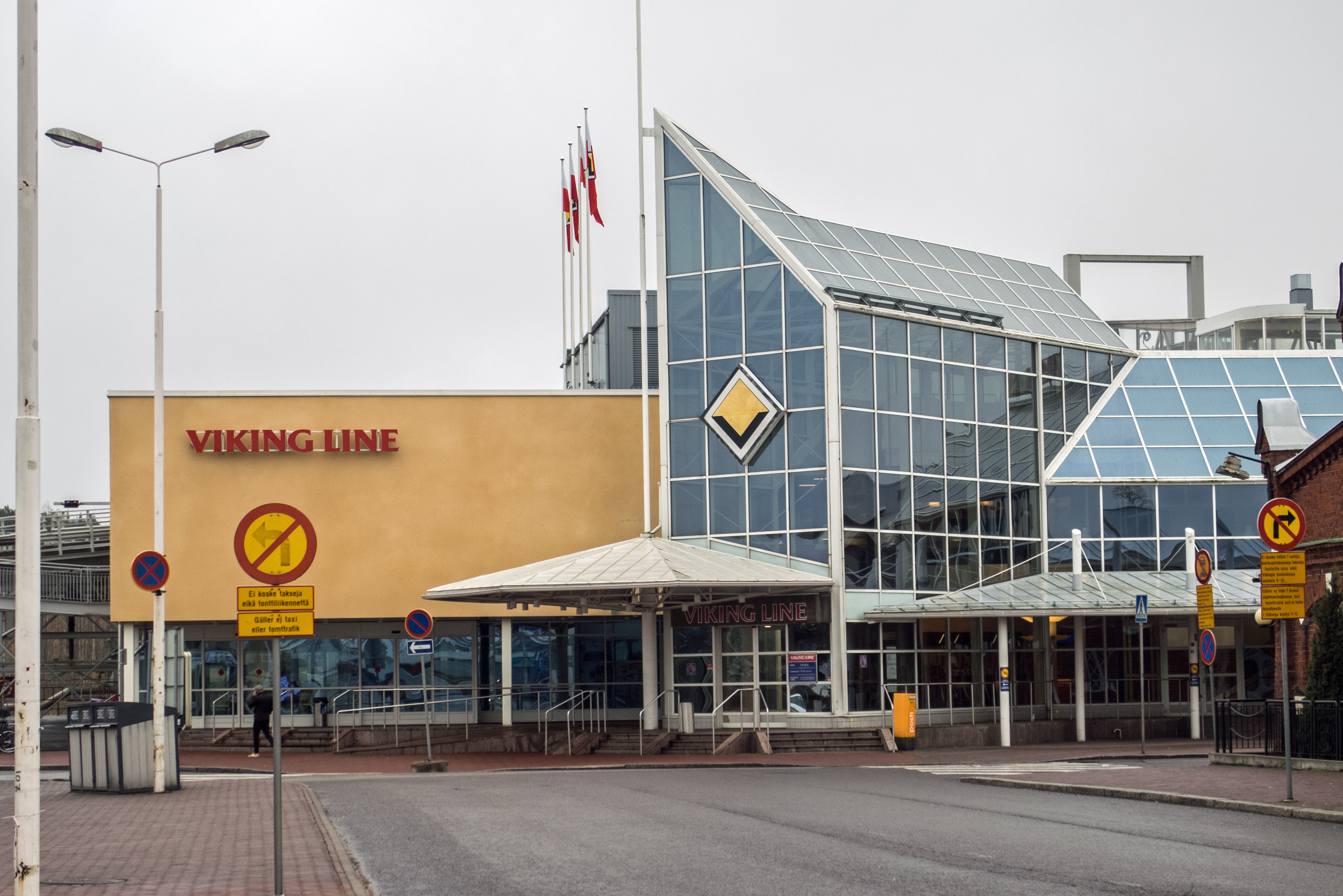
Terminal de Viking Line en 2018.
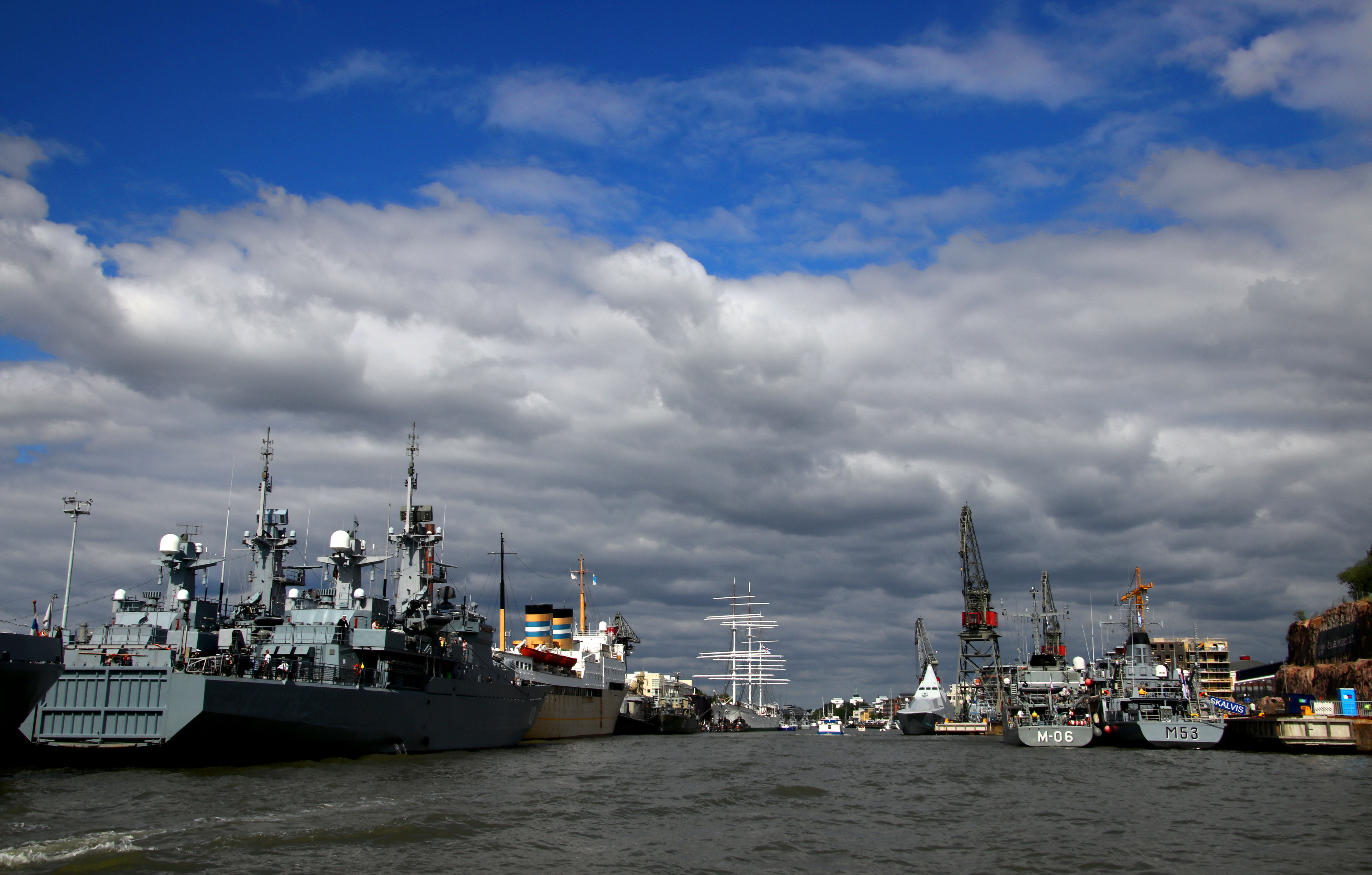
Bateaux de guerre dans le port.